# 이재진 (1967년)
이재진(李在鎭, 1967년 4월 8일~)은 경기도의원을 지낸 대한민국의 정치인이다.

## 학력
- 부천남초등학교 졸업
- 부천중학교 졸업
- 부천고등학교 졸업
- 고려대학교 경제학과 졸업
- 고려대학교 정책대학원 도시 및 지방행정학과 석사(수료)

## 경력
- 국회의원 김문수 정책보좌역
- 2002년 ~ 2006년: 제4대 부천시의회 의원
- 2006년 ~ 2010년: 제7대 경기도의회 의원
- 한국청소년 경기연맹 자문위원
- 부천남초등학교 총동문회 홍보대사
- 상동고등학교 운영위원회 위원장
- IEF 조직위원회 집행위원
- 문화나눔재단 이사
- DMZ포럼 대표
- 부천시 바르게살기협의회 부회장
- 한나라당 중앙당 상임위원
- 한나라당 소사지구당 청년위원장
- 한나라당 중앙청년위원회 수석부위원장
- 제18대 국회의원 선거 한나라당 소사구 당원협의회 선거대책위원회 부위원장
- 남부천 청년회의소 회장
- 부천고등학교 총동문회 이사
- 부천시 재향군인회 이사
- 부천시 자연보호협의회 자문위원
- 부천시 생활체육협의회 자문위원
- 한국정책자단 사무처장
- 부천 원미리틀야구단 단장
- 경기예술고등학교 운영위원회 위원장
- 민주평화통일자문위원회의 부천시협의회 자문위원
- 부천시의회 예산결산 특별위원장
- 부천시 노사정 실무협의회 위원장
- 소사구 노인복지회관 운영위원
- 부천시 결산검사 대표위원
- 부천지역정보센타 이사
- 부천생활협동조합 이사
- 2012년 ~ 2014년: 새누리당 경기도당 대변인
- 2012년 2월 ~ 2013년: 대통령직속사회통합위원회 대외협력팀장
- 2012년 10월: 제18대 대통령선거 새누리당 박근혜 후보 중앙선대위 정세분석위원회 부위원장
- 2013년 1월 ~ 2014년 2월: 한국정책재단 사무처장
- 2015년: 행복도시정책연구원
- 2015년: 바르게살기운동 중앙협의회 이사
- 2016년 ~ 현재: 부천행복포럼 공동대표
- 2017년 3월 ~ 현재: 세한대학교 교양학부 초빙교수
- 2017년 12월 ~ 2018년 9월 : 자유한국당 경기도당 부천원미을 당협위원장
- 2018년 10월 : 자유한국당 경기도당 정책개발본부 건설교통위원장

## 역대 선거 결과
|  | 63.56% |

|  | 62.57% |

|  | 43.92% |